# Trade-off-Theorie der Kapitalstruktur

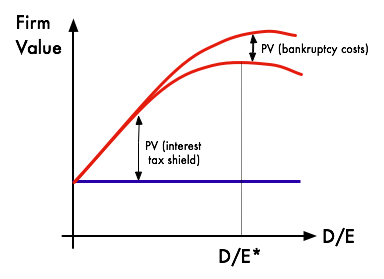
Die blaue Linie repräsentiert ein vollständig durch Eigenkapital finanziertes Unternehmen. Mit steigendem Leverage steigt der Barwert des TaxShields. Mit steigender Verschuldung steigen ab einem gewissen Punkt aber auch der Barwert der Kosten von Financial Distress, bis diese den Nutzen der Steuervorteile übersteigen. Aus Kalkulation dieser Aspekte ergibt sich ein optimales Debt-Ratio, welches den Firmenwert maximiert.

Die Trade-off-Theorie der Kapitalstruktur besagt, dass Unternehmen ihren Verschuldungsgrad so wählen, dass Vorteile maximiert und Kosten minimiert werden.

## Allgemeines
Ihre Bezeichnung geht auf eine Austauschbeziehung zwischen mindestens zwei Vertragsparteien zurück (englisch trade-off, „abwägen“). Die klassische Version der Hypothese geht auf Kraus und Litzenberger zurück, die ein Gleichgewicht zwischen dem Risiko eines Wohlfahrtsverlusts durch einen drohenden Konkurs und den Steuervorteilen von Fremdkapital beobachteten. Oftmals werden auch Agency-Kosten in diesem Gleichgewicht berücksichtigt.

## Theorie
In der Trade-off-Theorie werden Fremdkapital- und Eigenfinanzierung so kalkuliert, dass der Barwert des Tax Shields möglich groß und der Barwert der Kosten von „Financial Distress“ möglich klein werden. Aus dieser Kalkulation ergibt sich dann für jedes Unternehmen ein optimales Leverage-Ratio (Schulden {\displaystyle D}/Eigenkapital {\displaystyle E}), welches den Firmenwert maximiert. Dieser ergibt sich aus dem Wert eines vollständig eigenkapitalfinanzierten Unternehmens plus dem Barwert des Tax Shields {\displaystyle BW}, abzüglich des Barwerts der Financial Distress-Kosten:
```
   Wert eines komplett eigenkapitalfinanzierten Unternehmens
   + BW
   - Kosten vom Financial Distress
   = Firmenwert
```

Dabei sinken die marginalen Vorteile der Fremdkapitalfinanzierung, während die marginalen Kosten steigen, sobald mehr Schulden aufgenommen werden. Unternehmen achten also auf einen optimalen Trade-off bei der Entscheidung, ob Eigen- oder Fremdkapital zur Finanzierung herangezogen werden soll.
Die Theorie widerspricht somit dem Modigliani-Miller-Theorem, welches postuliert, dass die Kapitalstruktur eines Unternehmens irrelevant für dessen Wert ist. Allerdings setzen Modigliani-Miller auch friktionslose Märkte voraus.
Außerdem wird die Trade-off-Theorie oftmals als Konkurrent zur Pecking Order-Theorie angesehen, welche besagt, dass Unternehmen interne Finanzierung vor Fremdkapital vor Eigenkapital präferieren.

## Empirische Befunde
Die empirische Relevanz der Trade-off-Theorie wurde oftmals in Frage gestellt. Miller beispielsweise verglich dieses „Balancing“ mit dem Pferde- und Hasenanteil in einem Eintopf bestehend aus einem Pferd und einem Hasen.
Da Steuern in der Regel hoch und vor allem sicher sind, Insolvenzen dagegen selten und laut Miller mit wenig Wohlfahrtsverlust (englisch deadweight losses) verbunden sind, müsste der Leverage-Effekt der in der Realität beobachteten Unternehmen deutlich größer sein.
Eugene Fama und French sowie Myers und Shyam-Sunder konnten außerdem zeigen, dass die Hackordnungstheorie, welche eine bestimmte Finanzierungsreihenfolge postuliert, die Daten deutlich besser erklären kann als die statische Trade-off-Theorie.
Ivo Welch zeigte, dass über einen langen Zeithorizont, Aktienkurs-Effekte wichtiger bei der Erklärung des Verschuldungsgrads sind als die durch die Trade-off-Theorie identifizierte Proxies („Tax Shield“ und „Financial Distress“).
Außerdem versagt die Trade-off-Theorie bei Kleinunternehmen, die schlechteren Zugang zum Kapitalmarkt haben. Oftmals bleibt diesen Firmen der Zugang zum öffentlichen Fremdkapitalmarkt (Anleihen) verwehrt, und sie müssen auf, in der Regel deutlich teureres Fremdkapital durch Finanzintermediäre (Kreditinstitute) zurückgreifen. Durch diese angebotsseitige Beschränkung kann ein optimales Debt-Level nicht erreicht werden.
Trotz solcher Kritik ist die Trade-off-Theorie die dominante und am häufigsten gelehrte Theorie der Kapitalstruktur von Unternehmen. Zudem bieten dynamische Versionen des Modells ausreichend Flexibilität, um in Einklang mit den realen Daten gebracht zu werden und sind empirisch schwer zu widerlegen.